# Lesley Woods
Lesley Woods (ur. 22 sierpnia 1910 w Berwick w stanie Iowa, zm. 2 sierpnia 2003 w Los Angeles) – amerykańska aktorka.

## Filmografia
- 2000: Siostra Betty (Nurse Betty) jako Babcia Blaine
- 1998-2006: Czarodziejki (Charmed) jako Iris Beiderman (gościnnie)
- 1996-1999: Słodkie zmartwienia (Clueless) jako Starsza pani (gościnnie)
- 1995-1996: Almost Perfect jako Shirley (gościnnie)
- 1993-2004: Frasier jako Pani Kelly (gościnnie)
- 1990-1997: Skrzydła (Wings) jako moderator debaty (gościnnie)
- 1987: Moda na sukces (Bold and the Beautiful, The) jako Helen Logan (1987-1989, 2001)
- 1986-1994: Prawnicy z Miasta Aniołów (L.A. Law) jako Pani Stulwicz (gościnnie)
- 1984: Running Hot jako Matka Charlene
- 1984-1991: Detektyw Hunter (Hunter) jako Gina (gościnnie)
- 1983-1987: Drużyna "A" (A-Team, The) (gościnnie)
- 1983-1987: Scarecrow and Mrs. King jako Stamps (gościnnie)
- 1982: III Wojna Światowa (World War III) jako Martha Jones
- 1981: Wybór Izabelli (Isabel's Choice) jako Claire James
- 1979: Dear Detective jako Pani Hudson
- 1979-1993: Knots Landing jako Martha Needham (gościnnie)
- 1979: Shoestring jako Młoda Vera (gościnnie)
- 1979: Love for Rent jako Pani Townsend
- 1978-1991: Dallas jako Amanda Ewing (1980)
- 1974-1980: Rockford Files, The jako Lucy Grange (gościnnie)
- 1974: Bad Ronald jako Ciotka Margaret
- 1973: Man for Hanging, A jako Ma Barrenger
- 1973: Don't Be Afraid of the Dark jako Ethyl
- 1973: Cry Rape jako Pani Coleman
- 1972-1977: Ulice San Francisco (Streets of San Francisco, The) jako Emily Bradley (gościnnie)
- 1969-1972: Bright Promise jako Isabel Jones (1971-1972)
- 1965-: Dni naszego życia (Days of Our Lives) jako Dorothy Kelly (1978)
- 1964-1970: Daniel Boone jako Elizabeth Creighton (gościnnie)
- 1959-1973: Bonanza jako Agnes Smith (gościnnie)
- 1958-1963: Young Dr. Malone jako Claire Bannister Steele (1959-1963)
- 1951-1986: Search for Tomorrow jako Andrea Whiting #1 (1967)
- 1950-1957: Robert Montgomery Presents (gościnnie)

## Życie prywatne
Była żoną aktora Richarda McMurraya i macochą jego syna Sama.